# Opera Mobile
Opera Mobile a été lancé en 2000 comme le premier navigateur mobile à apporter le Web complet aux téléphones mobiles. Depuis 2004, il a été installé sur 100 millions de téléphones. Opera Mobile est un pionnier et a établi la norme dans la navigation mobile, en soutenant les techniques les plus récentes.
Au contraire de Opera Mini, Opera Mobile est un vrai navigateur qui contient son propre moteur de rendu, il ne passe donc pas obligatoirement par les serveurs d'Opera pour adapter les pages.
Il est disponible sur les plateformes :
- Android
- MeeGo
- Maemo
- Windows Mobile - Windows Phone
- Symbian
- BlackBerry

## Principales fonctions
- SpeedDial : page d'accueil avec des vignettes vers ses sites favoris
- Opera Turbo : compression des pages Web via les serveurs d'Opera Software, reprenant donc le principe de Opera Mini.
- Opera Link : synchronisation des favoris et divers paramètres entre le navigateur de bureau et le navigateur mobile
- Flash Player (sur Android, et à condition que l'application soit installée)
- Auto-adaptation du texte à l'écran (depuis la version 11)